# دينامو ريغا
دينامو ريغا هو نادي هوكي جليد لاتفي يقع في مدينة ريغا. تأسس النادي في عام 2008 وكان يشارك في دوري الهوكي للقارات قبل أن ينسحب منه في فبراير 2022 احتجاجاً على الغزو الروسي لأوكرانيا.